# VAS
Vas (часто VAS) - музичний колектив, який нині не існує, що виконував композиції в стилі 'world music'. Складався з іранської співачки Азам Алі та американського ударника Ґреґа Елліса. Часто порівнюється з австралійським музичним гуртом Dead Can Dance. Vas створив чотири повні альбоми, не враховуючи окремі сольні проекти Алі та Елліса. Після останнього, Feast of Silence, колектив перестав існувати: обидва виконавці вирішили надалі працювати окремо.
Азам Алі була народжена в Ірані, але в 1985 році переїхала до Лос-Анджелесу, Каліфорнія, де почала навчатися гри на сантурі та вдосконалила свої вокальні дані. Ґреґ Елліс народився та виріс у Лос Гатосі, Каліфорнія, де він у свої дванадцять років вперше спробував грати на ударних музичних інструментах. Елліс переїхав до Лос-Анджелесу в 1985 і почав працювати виконавцем на ударних інструментах. З Азам Алі він зустрівся у Каліфорнійському університеті в 1995 році, після того як вони почули виступи один одного. Трохи згодом і було засновано їх колектив.
```
Vas
 - (
перс.
) - "корабель"
[
1
]
.
```

## Члени колективу
- Азам Алі (1995-2004) - вокал, цимбали, тамбура, барабани.
- Ґреґ Елліс (1995-2004) - уду, табла, дарбука, нагара, цимбали, дзвони, барабани, клавішні.
- Камерон Стоун - віолончель у альбомі In the Garden of Souls

## Дискографія

### Альбоми
- Sunyata (1997)
- Offerings (1998)
- In the Garden of Souls (2000)
- Feast of Silence (2004)

### У збірках
- Introduction, Ningal - The Next Generation - Narada Sampler (1997)
- The Promise, Sunyata, Saphyrro - Narada Film and Television Music Sampler (1998)
- Refuge - Earthdance2CD (1998)
- The Reaper and the Flowers - Asleep by Dawn Issue Two (2004)

## Сторонні та сольні проекти
- Азам Алі
- Ґреґ Елліс
- Niyaz (Азам Алі, Лога Рамін Торкян)
- Roseland (Азам Алі, Ґреґ Елліс, Тайлер Бейтс)